# Artemisa (província)
Artemisa é uma das quinze províncias de Cuba. Sua capital é a cidade de Artemisa. Foi criada pela Assembleia Nacional de Cuba em 1 de agosto de 2010 quando a extinta província de Havana foi separada em duas, uma delas sendo Artemisa e a outra sendo Mayabeque. A instalação da província deu-se a 1 de janeiro de 2011.

## Municípios
A província está subdividida em 11 municípios.
| Município                | População (2004) | Área (km²) | Coordenada geográfica        | Comentários        |
| ------------------------ | ---------------- | ---------- | ---------------------------- | ------------------ |
| Alquizar                 | 29616            | 193        | 22° 48′ 24″ N, 82° 34′ 58″ O |                    |
| Artemisa                 | 81209            | 690        | 22° 48′ 49″ N, 82° 45′ 48″ O | Capital provincial |
| Bahía Honda              | 45968            | 784        | 22° 54′ 23″ N, 83° 09′ 49″ O |                    |
| Bauta                    | 45509            | 157        | 22° 59′ 31″ N, 82° 32′ 57″ O |                    |
| Caimito                  | 36813            | 238        | 22° 57′ 28″ N, 82° 35′ 47″ O |                    |
| Candelaria               | 19523            | 299        | 22° 44′ 40″ N, 82° 57′ 57″ O |                    |
| Guanajay                 | 28429            | 113        | 22° 55′ 50″ N, 82° 41′ 16″ O |                    |
| Güira de Melena          | 37838            | 178        | 22° 48′ 08″ N, 82° 30′ 17″ O |                    |
| Mariel                   | 42504            | 269        | 22° 59′ 38″ N, 82° 45′ 14″ O |                    |
| San Antonio de los Baños | 46300            | 127        | 22° 53′ 20″ N, 82° 29′ 55″ O |                    |
| San Cristóbal            | 70830            | 936        | 22° 43′ 01″ N, 83° 03′ 04″ O |                    |